# Cirkumfleks
Cirkumfléks je v jezikoslovju:
- ločevalno naglasno znamenje ( ̑   ̏ ˆ, v grščini: ˜) nad glasniki;[1]
- naglasno znamenje (ˆ) pri tonemski onaglasitvi v slovenščini za označevanje visokega, padajočega tonema na dolgem samoglasniku (sopomenka: kupola);[2]
- sopomenka za strešico (ˆ), naglasno znamenje pri jakostni onaglasitvi.[1]